# 抽籤
抽籤又稱拈鬮、捉鬮、掣签等，是遇見問題難以解決，或各種財務、職缺:8、獎品等利益分配，或各種任務分工時，解決爭議的方法。是由人抽取有特定標記的「籤條」（例如竹片、木片、紙條等等），理論上結果是隨機的。可以由特定的某人抽取，即「被動式抽籤」；或由当事人自行抽取，即「主動式抽籤」。
这一方法在解决政治争议时，亦有制度化的使用。如中国明清时，即以抽签方式分配官员任职地:8。清代则形成制度化的金瓶掣籤，解决西藏活佛转世制度流弊问题。

## 抽签方式

### 被動式
被動式抽籤，是由特定的某人（如負責人）或某种程序抽取上面寫有当事人資訊的籤條。如被抽到的当事人，必須依照相关的規定行事。例如中學教師要求學生回答問題時，往往由班上的籤筒，抽取學生姓名或座號；或者公司、機關、財團、會社的尾牙抽獎，最高獎項，往往由負責人或行政長官抽取職員的姓名或工作編號籤。民間互助會無人競標的時候，會首往往以抽籤方式選取一名會員，強迫得標。

### 主動式
主動式抽籤，是由当事人抽取籤條，並各自依照籤條上的指示行事。例如即席演說或朗讀，往往由參賽者自行抽取題目。服兵役時，原則上由役男或役男的代表人（親屬、委託人等），自抽服役的軍種。又有如軍校、預官班隊結訓時，由學員自抽自己被分配的單位。或者有些學校、書院分配宿舍，亦採取學生自行抽籤，決定自己的住宿寢室。
分產時通常使用主動式抽籤，臺灣清治時期，閩南安溪縣高、林、張三姓移民，奉請了尪公（保儀尊王）聖像、夫人媽（尪公的配偶，又稱尪媽或尪娘）聖像與香爐移居臺北拓墾，文宗咸豐三年（1853年）發生頂下郊拚事件，臺北情勢嚴峻，三姓人士決議分家避禍，取出三聖物：尪公聖像、夫人媽聖像、香爐。三姓拈鬮分配，高姓人士拈得尪公聖像，建造景美集應廟；林姓人士拈得夫人媽聖像，建萬隆集應廟；張姓人士拈得香爐，建木柵集應廟。
耶穌受難時，羅馬士兵分取耶穌的財物，「他們既將他釘在十字架上，就拈鬮分他的衣服」 ，「於是將他釘在十字架上，拈鬮分他的衣服，看是誰得甚麼。」 
關於向神靈請求指示的作為，一般稱為抽靈籤，簡稱亦是抽籤。一般需要按照標準做法稟報，執筊得到神明應允要給予指示，否則當場抽的也只會是隨機的籤言，意義不大。而常見類型有六十甲子籤、觀音籤、雷雨師一百籤等，此習俗並傳到日本等地。而抽籤時只代表當下的狀態，往往隔不久時間抽又有其他結果，與其說是預言更比較像是一種暫時給予的警惕，比如大吉者若真按照寓意，一時高傲與疏忽太過自信也可能有劫難，抽中下下籤若時刻提醒自己注意小心改運，也能往往能逢凶化吉使壞事最終沒有發生，起到不一樣的人生之效，故在解籤時籤詩吉凶解法差異很大，有時不同廟宇還會出現相反的論斷。